# Arthur Boka
Etienne Arthur Boka, född 2 april 1983 i Abidjan, Elfenbenskusten, är en ivoriansk fotbollsspelare som sedan 2014 spelar för spanska Málaga. Han har även representerat Elfenbenskustens fotbollslandslag.
Han spelade tidigare för den tyska klubben VfB Stuttgart. Han har även spelat för ASEC Mimosas, KSK Beveren och RC Strasbourg.